# Miletus narcissus
Miletus narcissus är en fjärilsart som beskrevs av Felder. Miletus narcissus ingår i släktet Miletus och familjen juvelvingar. Inga underarter finns listade i Catalogue of Life.